# امیکرون برساووش
امیکرون برساووش یک ستاره است که در صورت فلکی برساوش قرار دارد.